# تشغيل ذاتي لإجرائيات الأعمال
تشغيل ذاتي لإجرائيات الأعمال (بالإنجليزية: business process automation)‏اختصارًا (BPA)، والمعروفة أيضًا باسم أتمتة الأعمال أو التحول الرقمي،  هي أتمتة العمليات التجارية المعقدة التي تدعمها التكنولوجيا. يمكن توجيه الأعمال من أجل التبسيط، أو تحقيق التحول الرقمي، أو زيادة جودة الخدمة، أو تحسين تقديم الخدمة، أو احتواء التكاليف. وهو يتألف من دمج التطبيقات وإعادة هيكلة موارد العمل واستخدام تطبيقات البرامج في جميع أنحاء المنظمة. تعد أتمتة العمليات الروبوتية مجالًا ناشئًا داخل أتمتة الأعمال.

## التطبيق
يمكن تنفيذ أتمتة الأعمال في عدد من مجالات العمل بما في ذلك التسويق والمبيعات وسير العمل. تختلف مجموعات الأدوات من حيث التعقيد، ولكن هناك اتجاه متزايد نحو استخدام تقنيات الذكاء الاصطناعي التي يمكنها فهم اللغة الطبيعية ومجموعات البيانات غير المهيكلة، والتفاعل مع البشر، والتكيف مع أنواع جديدة من المشاكل دون تدريب بشري. يميل موفرو الأتمتة إلى التركيز على قطاعات صناعية مختلفة، لكن نهجهم الأساسي يميل إلى أن يكون متشابهًا من حيث أنهم سيحاولون توفير أقصر طريق للأتمتة من خلال استغلال واجهة المستخدم بدلاً من التعمق في كود التطبيق أو قواعد البيانات الموجودة خلفهم. الحل البديل هو الأتمتة منخفضة الكود التي تقدمها شركات مثل Appian و Mendix وغيرها. تتيح هذه الأنظمة الأساسية للشركات إنشاء تطبيقات باستخدام القليل من التعليمات البرمجية أو بدونها، مما يقلل من الوقت الذي يستغرقه إنشاء التطبيقات ونشرها وتحديثها.
يقوم موفروا أتمتة عمليات الأعمال أيضًا بتبسيط واجهاتهم الخاصة إلى الحد الذي يمكن فيه استخدام هذه الأدوات بشكل مباشر من قبل موظفين غير مؤهلين تقنيًا. الميزة الرئيسية لهذة لمجموعات من الأدوات هي سرعة تطبيقها، ولكن هناك عيب هو أنها تزيد من الموردين بجلب موردًا آخر لتكنولوجيا المعلومات إلى المؤسسة.
السوق، مع ذلك، يتطور في هذا المجال. من أجل أتمتة هذه العمليات، هناك حاجة إلى موصلات لتوائم هذه الأنظمة / الحلول مع طبقة تبادل البيانات لغرض نقل المعلومات. خدمة الرسائل المسيرة بالعملية هي خيار لتحسين طبقة تبادل البيانات الخاصة بك. من خلال تخطيط سير عمل العملية من البداية إلى النهاية، يمكنك بناء تكامل بين الأنظمة الأساسية الفردية باستخدام نظام أساسي للمراسلة يعتمد على العمليات. تمنحك خدمة المراسلة المدفوعة بالعمليات المنطق لبناء العملية الخاصة بك باستخدام المشغلات والوظائف وسير العمل. تستخدم بعض الشركات واجهة برمجة تطبيقات حيث يمكنك إنشاء سير عمل ثم توصيل أنظمة أو أجهزة محمولة مختلفة. تُبني العملية، إنشاء تدفقات عمل في واجهة برمجة تطبيقات حيث يعمل سير العمل في واجهة برمجة تطبيقات كطبقة تبادل البيانات.

## تنفيذ إدارة عمليات الأعمال
يختلف نظام إدارة عمليات الأعمال تمامًا عن نظام أتمتة عمليات الأعمال. ومع ذلك، من الممكن بناء الأتمتة بُعيد تنفيذ وتطبيق إدارة عمليات الأعمال. الأدوات الفعلية لتحقيق ذلك تختلف، من كتابة كود تطبيق مخصص إلى استخدام أدوات أتمتة عمليات الأعمال المتخصصة. ترتبط مزايا وعيوب هذا النهج ارتباطًا وثيقًا - يوفر تطبيق إدارة عمليات الأعمال بنية لجميع العمليات في الأعمال المراد رسمها، ولكن هذا في حد ذاته يؤخر أتمتة العمليات لعملية بحد ذاتها وبالتالي قد تضيع الفوائد في هذه الأثناء.

## أتمتة العمليات الروبوتية
تؤدي ممارسة تنفيذ أتمتة العمليات الآلية (RPA) إلى تثبيت برامج «عميل» (وهي برمجيات تتيح تنفيذ الأتمتة الروبوتية) سواءً بإشراف أو بدون إشراف إلى بيئة المؤسسة. يتم نشر برامج العميل، أو الروبوتات، لأداء مجموعات محددة مسبقًا منظمة ومتكررة من المهام أو العمليات التجارية: الهدف هو أن يركز البشر على مهام أكثر إنتاجية، بينما يتعامل عملاء البرامج مع المهام المتكررة، مثل الفوترة. يتم نشر روبوتات برامج الذكاء الاصطناعي للتعامل مع مجموعات البيانات غير المهيكلة (مثل الصور والنصوص والتسجيلات الصوتية) ويتم نشرها بعد تنفيذ ونشر أتمتة العمليات الروبوتية: يمكنهم، على سبيل المثال، نشر نسخة تلقائية من مقطع فيديو. الجمع بين الأتمتة والذكاء (AI) يجلب الاستقلالية للروبوتات، جنبًا إلى جنب مع القدرة على إتقان المهام المعرفية: في هذه المرحلة، يكون الروبوت قادرًا على تعلم وتحسين العمليات من خلال تحليلها وتكييفها.